# 戴维·西格尔
戴维·西格尔（英語：David Segal，1937年3月20日—），英国男子田径运动员。他曾代表英国参加1956年和1960年夏季奥林匹克运动会田径比赛，其中1960年奥运会获得一枚铜牌。